# 2019年贵州省水城县鸡场镇山体滑坡
2019年7月23日21时20分，贵州省水城县（现水城区）鸡场镇发生山体滑坡，造成山体下面居住的21户房屋和70余人被埋。截止7月28日23时30分，已有11人生还，42人死亡，失联9人。

## 事故原因
此次山体滑坡发生在水城县西南的鸡场镇坪地村岔沟组的山谷中，滑坡区域有23户，27栋房屋共77人，在滑坡山地下有被村民开辟的猕猴桃种植园。由于岔沟组并非采矿区域，所以当地土地和植被保持得更为完好，之前并未发生过山体滑坡等地质灾害。当地山坡平均坡度28度。此次滑坡山体坡总长1100米，成分是土夹石，垂直高差达500米至800米。据气象资料显示7月以来累计降雨量已达288.9毫米，滑坡当天前的降雨有接近大暴雨的量级。在滑坡之前的六天内也有集中的降雨。

## 反应
中共中央总书记、中国国家主席、中央军委主席习近平高度重视并且作出重要指示，要求“全力搜救被困人员，做好伤员救治、受灾群众安置、遇难家属安抚等善后工作。要做好科学施救，做好险情检测，防范次生灾害”。
中共中央政治局常委、国务院总理李克强也作出指示，“要尽最大努力减少人员伤亡，全面排查周边安全隐患，做好防范新的地质灾害和次生灾害工作。应急管理部要会同自然资源部等部门即派联合工作组赴现场指导帮助地方权力做好救援。当前正值‘七下八上’主汛期的关键阶段，要督促各地举一反三，切实加强山洪、滑坡、泥石流等灾害防御”。

### 抢救工作
山体滑坡发生之后，贵州省、六盘水市、水城县三级政府立即启动应急响应，紧急组织应急、公安、消防、自然资源、卫生健康、交通等救援队伍，连夜奔赴现场开展抢险救援救灾。
中华人民共和国自然资源部和中华人民共和国应急管理部旋即派遣联合工作组奔赴鸡场镇现场指导救援救灾工作。国家卫生健康委员会调遣国家紧急医学救援队奔赴灾区开展医疗救援。